# Elfingen
Elfingen es una comuna suiza del cantón de Argovia, situada en el distrito de Brugg. Limita al norte con la comuna de Laufenburg, al noreste con Mönthal, al sureste con Effingen, al suroeste con Bözen, y al noroeste con Hornussen.

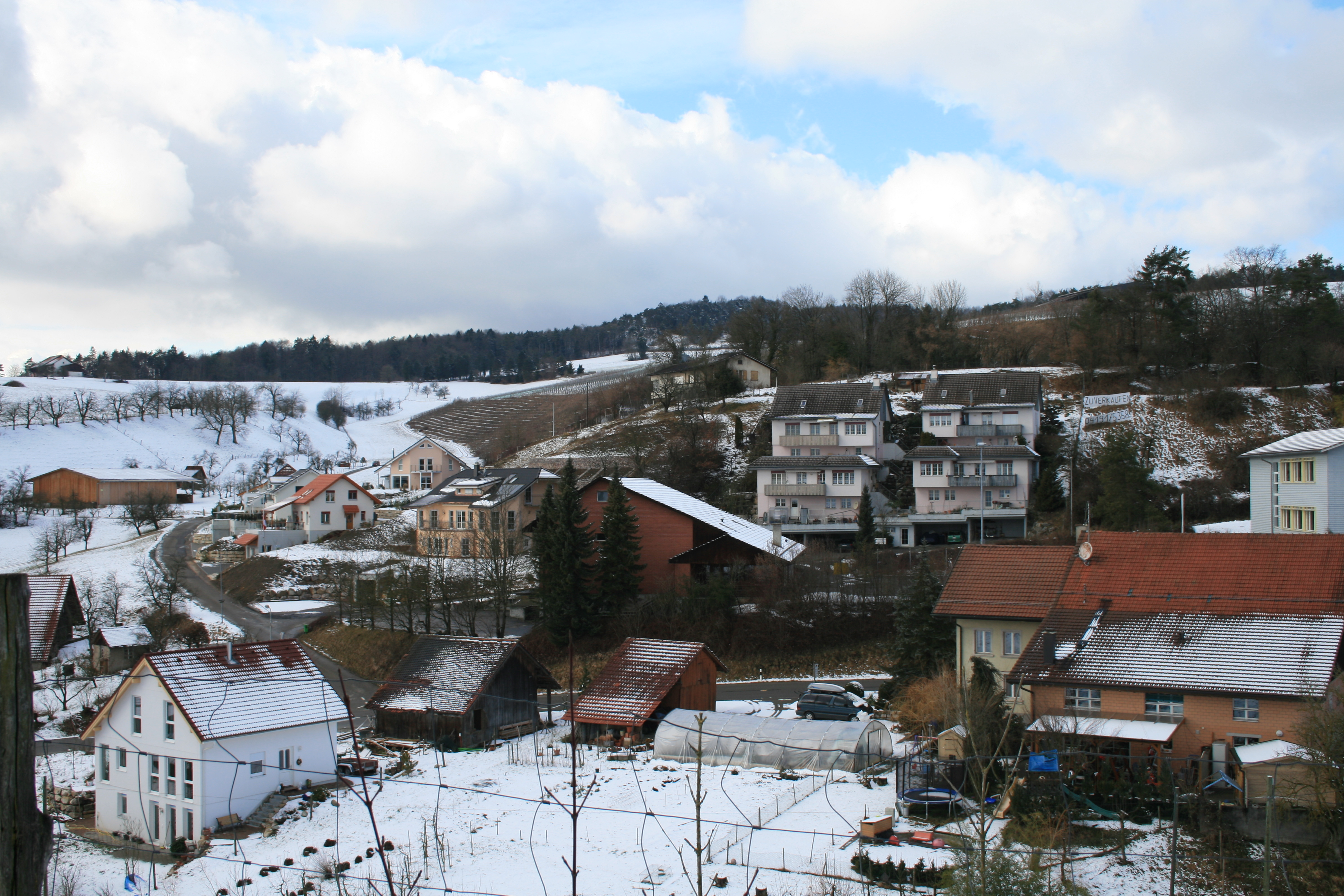
Vista de Elfingen.